# Micpa
Micpa (hebr. מצפה; oficjalna pisownia w ang.) – moszaw położony w Samorządzie Regionu Ha-Galil ha-Tachton, w Dystrykcie Północnym, w Izraelu.

## Położenie
Leży na wschód od Jeziora Tyberiadzkiego w Dolnej Galilei.

## Historia
Moszaw został założony w 1908.

## Gospodarka
Gospodarka moszawu opiera się na intensywnym rolnictwie i turystyce.